# Æthelburh de Barking
Pour les articles homonymes, voir Æthelburh.
Æthelburh, Ethelburge ou Ethelburga est une abbesse anglo-saxonne de la deuxième moitié du VIIe siècle.

## Biographie
Sœur de l'évêque de Londres Earconwald, Æthelburh est la première abbesse catholique de l'abbaye de Barking, un monastère double fondé par son frère entre 664 et 675.
Après sa mort, elle est vénérée comme sainte. Sa fête est le 11 octobre.